# Urtima riksdagen 1871

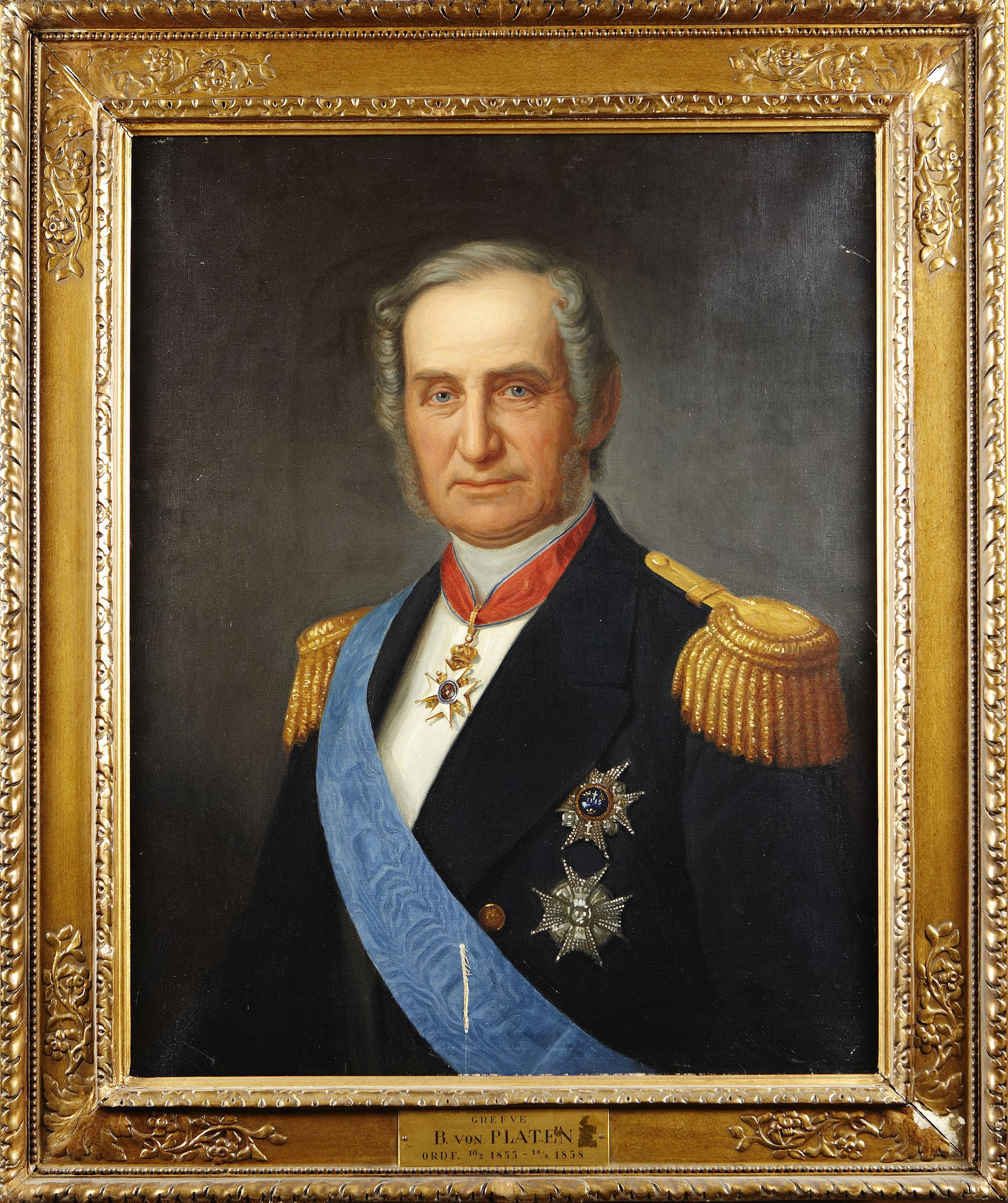
Baltzar von Platen tillträdde den 10 november 1871 som ny utrikesstatsminister.

Urtima riksdagen 1871 ägde rum i Stockholm. Det var den första urtima riksdagen som sammankallats efter representationsreformen.
Vid lagtima riksdagen 1871 var förhållandet mellan Sveriges regering och riksdag i de flesta fall gott. En viktig fråga för den konservativa regeringen Adlercreutz var lantförsvaret. Regeringen hade första kammaren med sig, men stötte på kraftigt motstånd i andra kammaren. För att lösa försvarsfrågan kallade kung Karl XV riksdagens kamrar att sammanträda till urtima riksdag den 11 september 1871. Även under den urtima riksdagen fick de flesta av regeringens förslag i försvarsfrågan bifall i första kammaren, men förkastades i andra kammaren. Detta ledde till att samtliga ministrar lämnade in sina avskedsansökningar den 4 oktober 1871. Emellertid visade det sig mycket svårt att bilda en ny regering. På kungens uppmaning accepterade slutligen den gamla ministrarna att sitta kvar på sina poster, vilket tillkännagavs den 26 oktober. Under ministerkrisen hade utrikesstatsministern Carl Wachtmeister avlidit den 14 oktober. Han efterträddes den 10 november av Baltzar von Platen. Den 5 december avgick krigsministern Gustaf Rudolf Abelin och efterträddes av Oscar Weidenhielm.